# Petru de Alcantara
Petru de Alcantara (n. 1499, Villaturiel⁠(d), Castilia și León, Spania – d. 18 octombrie 1562, Arenas de San Pedro⁠(d), Castilia și León, Spania) a fost un mistic franciscan spaniol, reformator al vieții monahale franciscane. A fost canonizat în anul 1669. Este sfântul patron al Braziliei.
Mănăstirea franciscană din Gherla, catedrala din Petrópolis și Biserica franciscană din Budapesta⁠(de)[traduceți] se află sub patronajul său.